# Jiko Luveni

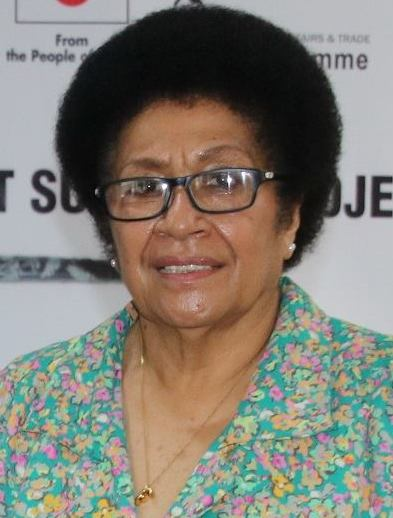
Jiko Luveni (2018)

Jiko Fatafehi Luveni (geboren 1946 auf Ono-i-Lau; gestorben am 22. Dezember 2018) war eine fidschianische Sportlerin, Zahnärztin und Politikerin. Als erste Frau in diesem Amt diente sie von 2014 bis zu ihrem Tod 2018 als Sprecherin des Parlaments von Fidschi.

## Leben und Karriere
Luveni stammte aus dem Dorf Nukuni auf Ono-i-Lau, wo ihre Eltern einen Laden besaßen. Ihr Vater betrieb zudem eine Schifffahrtsgesellschaft. Luveni war das sechste von insgesamt neun Geschwistern. Bereits im Kindesalter hatte sie das Ziel, einmal Zahnärztin zu werden. Sie erhielt ihre Schulbildung in Lautoka und Suva sowie an der Adi Cakobau School in Sawani. Im Anschluss schloss sie 1967 als erste fidschianische Frau ein Zahnmedizinstudium an der Fiji School of Medicine ab. Einen weiteren Abschluss in öffentlicher Zahnmedizin erwarb sie 1982 an der University of Sydney.
Hiernach war Luveni zunächst als Zahnärztin tätig und besetzte unterschiedliche Stellen im öffentlichen Gesundheitswesen. Für die Weltgesundheitsorganisation reiste sie als Beraterin nach Malaysia, Japan und Tansania. Nach einer Anstellung am fidschianischen Gesundheitsministerium war sie ab 1988 fünfzehn Jahre lang für den Bevölkerungsfonds der Vereinten Nationen beschäftigt, bevor sie 2003 frühzeitig in den Ruhestand ging. Im Anschluss wendete sie sich verstärkt fidschianischen Angelegenheiten zu und entwickelte beispielsweise ein nationales Programm zur Aufklärung über AIDS. Zudem war sie Tutorin für Zahnmedizin an der Fiji School of Medicine.
2008, zwei Jahre nach dem Putsch Frank Bainimaramas, begann sie ihre politische Karriere. In Bainimaramas Interimsregierung diente sie als Ministerin für Frauen, Kinder, Gesundheit und Armutsbekämpfung.
Zudem diente sie als Vorsitzende des Rates der Lau-Inseln, gab dieses Amt jedoch 2014 im Vorfeld der Parlamentswahl auf.
Im September 2014 fanden die ersten freien Wahlen seit dem Militärputsch von 2006 statt. Luveni trat für Bainimaramas Partei FijiFirst an und wurde mit 2296 Stimmen als eine von acht Frauen ins Parlament gewählt. Im Anschluss wurde sie am 6. Oktober 2014 zur Parlamentssprecherin gewählt und legte verfassungsgemäß ihre Mitgliedschaft bei FijiFirst nieder.  Sie war die erste Frau in diesem Amt. Im Jahre 2015 wurde sie zeitweise als mögliche Anwärterin auf das Staatspräsidentenamt gehandelt. Nach den Parlamentswahlen 2018 wurde sie in ihrer Rolle als Parlamentsvorsitzende bestätigt. Bei der Wahl im fidschianischen Parlament am 26. November 2018 setzte sie sich mit 27 zu 24 Stimmen gegen die Oppositionskandidatin Tanya Waqanika durch.
Luveni starb im Dezember 2018 nach kurzer Krankheit. Sie war zweimal verheiratet und hatte unterschiedlichen Angaben zufolge fünf oder sieben Kinder.
Am 11. Februar 2019 wurde Epeli Nailatikau zu ihrem Nachfolger als Speaker gewählt.

### Sportliche Karriere
Luveni war eine ambitionierte Sportlerin. 1966 konnte sie die nationalen Meisterschaften im Tischtennis für sich entscheiden und trat in dieser Sportart für Fidschi bei den Südpazifikspielen an. Im selben Jahr war sie als fidschianische Sportlerin des Jahres nominiert. Später fokussierte sie sich stärker auf den Golfsport. Nur vier Jahre nachdem sie mit diesem begonnen hatte, wurde sie auch in dieser Sportart Fidschianische Meisterin und vertrat ihr Land bei zwei weiteren Pazifikspielen.
Daneben war Luveni auch im Netball und im Volleyball aktiv.
Nach ihrer aktiven Karriere engagierte sie sich beim nationalen Sportrat sowie dem Nationalen Olympischen Komitee.

## Politische Positionen und Errungenschaften

### Rolle des Parlaments
Nach der Wiedereinführung eines demokratisch gewählten Parlaments 2014 hielt Luveni es für angebracht, die Bevölkerung über dessen Arbeitsweise besser zu informieren. Zu diesem Zwecke unternahm sie mehrere Informationstouren, insbesondere zu Schulen in ländlichen Regionen.
Luveni engagierte sich stark für eine internationale Vernetzung des fidschianischen Parlaments. Unter ihrer Führung entstanden Kollaborationen mit zahlreichen ausländischen Parlamenten.
Luveni scheute es nicht, mit Traditionen zu brechen. In der Vergangenheit hatten die Speaker früherer fidschianischer Parlamente in Anlehnung an das britische House of Commons stets Perücke und traditionelles Gewand getragen. Zu Beginn des Jahres 2016 kündigte Luveni an, fortan von dieser Praxis abzuweichen und die Perücke nur noch zu zeremoniellen Anlässen zu tragen.
Es war ihr stets ein Anliegen, auf gute parlamentarische Gepflogenheiten zu achten. Mehrmals wies sie Parlamentarier nach Fehlverhalten zurecht.
Zudem trieb sie die Verabschiedung eines Verhaltenskodexes für das Parlament voran.

### Gleichstellung
Luveni sah sich selbst als Vorreiterin für eine stärkere Rolle der Frau in Politik und Gesellschaft.
Sie äußerte sich erfreut darüber, dass zahlreiche wichtige Positionen in der fidschianischen Politik mit Frauen besetzt seien, merkte jedoch ebenfalls an, dass es bis zu einer vollständigen Gleichstellung noch ein langer Weg sei.
In ihrer Rolle als Ministerin schloss Luveni mehrere internationale Übereinkünfte zur Stärkung von Frauen und Förderung der Gleichstellung. Ebenso startete sie nationale Initiativen um Frauen eine stärkere Repräsentanz in der Politik zu ermöglichen.
Ihr Verdienst um die Gleichstellung von Frauen im Pazifischen Raum wurde mehrfach hervorgehoben.

### Klimaschutz
Luveni nannte eine nachhaltige Entwicklung im Zeichen des Klimawandels als das drängendste Problem im Südpazifischen Raum. Nach den Zerstörungen durch den Zyklon Winston 2016 leistete sie gemeinsam mit weiteren Parlamentariern aktive Katastrophenhilfe.

## Kritik

### Victim blaming
Die Organisation Fiji Women's Right Movement warf Luveni nach Äußerungen zu Vergewaltigungsfällen im Jahr 2014 Victim blaming vor. Ähnliche Vorwürfe wurden 2016 laut, nachdem Luveni geäußert hatte, dass Frauen oft eine Mitschuld an häuslicher Gewalt gegen sie trügen. Diese Aussagen nahm sie auch nach heftiger Kritik von verschiedenen Seiten nicht zurück.

### Neutralität
Vonseiten der Opposition wurde Luveni wiederholt vorgeworfen, ihre Rolle als Parlamentssprecherin einseitig zugunsten der Regierungspartei FijiFirst auszulegen. Während sie rassistische Ausfälle vonseiten der Regierung dulde oder überhöre, sanktioniere sie vergleichsweise harmlose Vergehen von Oppositionspolitikern überhart. Derartige Vorwürfe wurden von Luveni stets zurückgewiesen. Eine versuchte Absetzung Luvenis im Februar 2016 durch die Oppositionsführerin Teimumu Kepa scheiterte.

### Suspendierung von Oppositionsabgeordneten
Während ihrer ersten Amtszeit als Parlamentspräsidentin wurden einige Abgeordnete der Opposition zeitweise vom Parlament ausgeschlossen. Nach Beleidigungen gegen Luveni im Mai 2015, wurde Naiqama Lalabalavu für zwei Jahre suspendiert und durfte das Parlamentsgebäude während dieser Zeit nicht mehr betreten. Die Oppositionspolitiker Biman Prasad, Prem Singh und Tupou Draunidalo erhielten im Februar 2016 jeweils eine einmonatige Sperre. Schließlich wurde Draunidalo im Juni 2016 für den Rest der Legislaturperiode vom Parlament ausgeschlossen. Dieses Vorgehen des Parlaments unter der Leitung von Luveni führte zu nationaler und internationaler Kritik, zum Beispiel von Amnesty International. Im September 2016 wurde mit Isoa Tikoca ein dritter Abgeordneter für einen längeren Zeitraum suspendiert. Wegen rassistischer Bemerkungen wurde er bis zum Ende der Legislaturperiode ausgeschlossen.